# Hohe Straße 6 (Aschersleben)

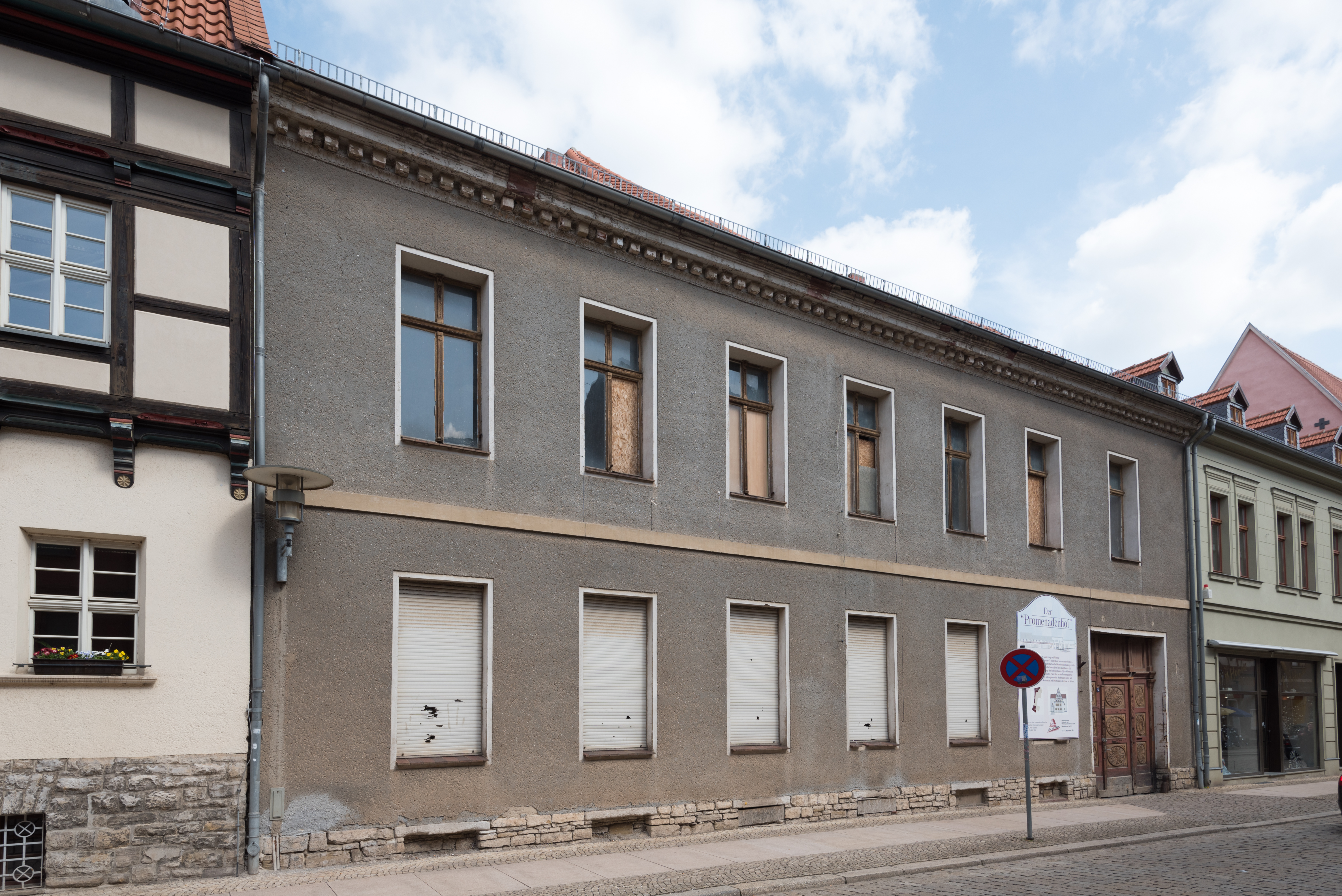
Hohe Straße 6 im Jahr 2017 vor der Sanierung

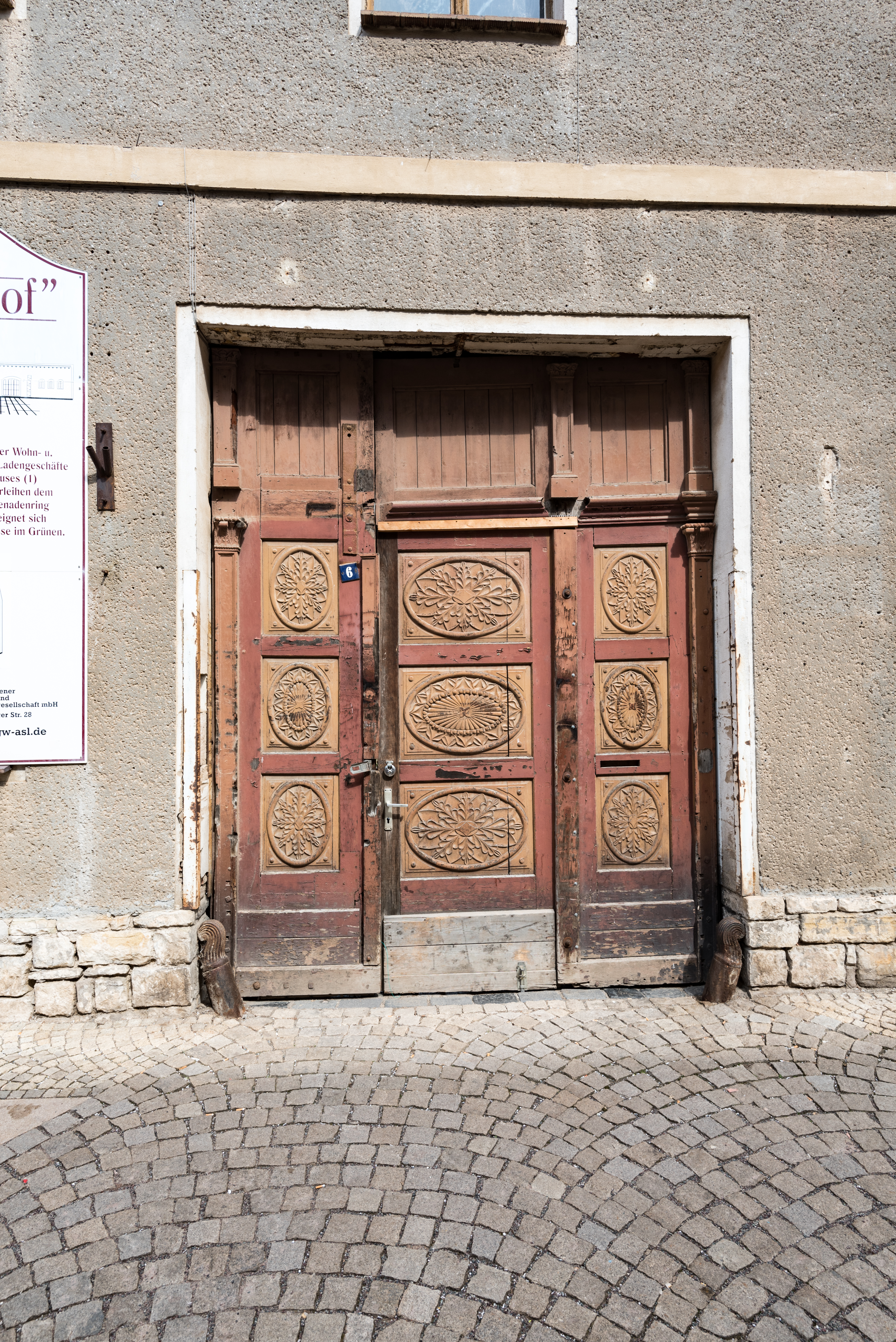
Eingangstür, 2017

Das Haus Hohe Straße 6 ist ein denkmalgeschütztes Wohn- und Geschäftshaus in der Stadt Aschersleben in Sachsen-Anhalt. Es befindet sich im Stadtzentrum neben dem Rabenturm. 

## Gebäude an der Straße
Das Haus an der Hohen Straße stammt aus dem 19. Jahrhundert, geht im Kern aber bis in das 17. Jahrhundert zurück. Eine dendrochronologische Untersuchung ergab das Jahr 1604. Der verputzte siebenachsige Bau entstand in Fachwerkbauweise. Zum Hof hin besteht ein üppig gegliedertes Fachwerk im niedersächsischen Stil. Bemerkenswert ist die dort befindliche reich verzierte Stockschwelle. Es war meist ein Wohnsitz für gutsituierte Familien.

## Gebäude an der Stadtmauer
Der zugehörige Wirtschaftshof erstreckt sich von der Hohen Straße bis zur nördlichen Stadtmauer. Nach mehreren Besitzerwechseln erwarb 1885 der Seifenfabrikant David Gottlieb Christoph Kuntze das Anwesen und nutzte das Gebäude an der Stadtmauer als „Niederlage“ (eine Art Lager). Es stand seit 1989 leer. Ende der 2010er Jahre wurde die Gewerbeimmobilie durch die Ascherslebener Gebäude- und Wohnungsgesellschaft mbH (AGW) saniert. Der 2012 gegründete Bioladen Besser Leben ist 2019 vom Standort hinter dem Turm in das sanierte Gebäude gezogen. Auch die Kaffeerösterei Kaffeemänner hat hier ihren Sitz.
Im Jahr 2021 wurde die Sanierung unter Leitung der Architekten Hopf und Fuss mit dem Hannes-Meyer-Preis ausgezeichnet.
Im örtlichen Denkmalverzeichnis ist das Wohn- und Geschäftshaus unter der Erfassungsnummer 094 95160 als Baudenkmal verzeichnet.